# 이더리움
이더리움(Ethereum)은 블록체인 기술을 기반으로 스마트 계약 기능을 구현하기 위한 분산 컴퓨팅 플랫폼이자 플랫폼의 자체 통화명이다. 이더리움이 제공하는 이더(Ether)는 비트코인과 마찬가지로 암호화폐의 일종으로 거래되고 있다. 이더리움의 화폐 단위는 ETH로 표시한다. 비트코인 이후에 등장한 알트코인 중 시가 총액이 가장 높은 대표적인 알트코인이다. Ethereum의 정확한 발음은 미국식으로는 이씨리엄([iˈθɪɹiəm])이고, 영국식으로는 이씨어리엄([iˈθɪəɹiəm])이다. 이더리움은 초기에 '이시리움' 또는 '에테리움'이라고 표기하기도 하였으나, 요즘에는 '이더리움'으로 표기하는 경우가 많다.

## 개요
이더리움은 2015년 7월 30일 비탈리크 부테린(Vitalik Buterin)이 개발하였다. 비탈리크 부테린은 가상화폐인 비트코인에 사용된 핵심 기술인 블록체인에 화폐 거래 기록뿐 아니라 계약서 등의 추가 정보를 기록할 수 있다는 점에 착안하여, 전 세계 수많은 사용자들이 보유하고 있는 컴퓨팅 자원을 활용해 이더리움 가상 머신(EVM)을 만들고, 이 플랫폼을 이용하여 SNS, 이메일, 전자투표 등 다양한 정보를 기록하는 시스템을 창안했다. 이더리움은 C++, 자바, 파이썬, GO 등 주요 프로그래밍 언어를 지원한다.
이더리움을 사물 인터넷(IoT)에 적용하면 기계 간 금융 거래도 가능해진다. 예를 들어 고장난 청소로봇이 정비로봇에 돈을 내고 정비를 받고, 청소로봇은 돈을 벌기 위해 정비로봇의 집을 청소하는 것도 가능해진다.

### 가상 머신
이더리움에서 스마트 계약을 처리하기 위한 가상 머신(EVM)은 모든 형태의 알고리즘을 처리할 수 있는 튜링 기계로서, 먼저 들어온 데이터를 우선적으로 처리하는 큐 구조를 가진다. EVM은 저수준의 기계어에 가까운 바이트 코드만을 실행할 수 있기 때문에 고급 프로그래밍 언어를 실행하기 위해서는 바이트 코드로 컴파일 과정을 거쳐야 한다. 이 가상 머신을 이용하기 위해서는 '가스'라는 대가를 지불해야 한다.

## 역사
- 2013년 당시 19세의 비탈리크 부테린이 백서(White Paper)를 작성하여 이더리움 개발을 제안했다.
- 2014년 비탈리크 부테린은 이더리움 재단을 구성하고 크라우드펀딩 방식의 초기코인공개(ICO)를 통해 3만 비트코인에 해당하는 개발 자금을 모았다.
- 2015년 7월 30일 이더리움 서비스를 시작했다.
- 2016년 4월 이더리움 블록체인 기반의 The DAO 펀드를 구성하고 1.5억 달러에 해당하는 투자자금을 모았다.
- 2016년 6월 The DAO에 대한 해킹 사건이 발생했다. 부득이 기존 이더리움에 대한 하드포크(Hard Fork)를 진행하여 이더리움이 두 가지 버전으로 분리되었다. 이 중 구 버전을 이더리움 클래식(Ethereum Classic, ETC)이라고 부르고, 신 버전을 이더리움이라고 부른다.
- 2017년 5월 삼성SDS가 기업형 이더리움 연합체인 EEA에 회원사로 가입했다.
- 2017년 6월 이더리움의 시장 규모가 약 2백억 달러(=20조원)를 돌파했다.
- 2017년 10월 437만 번째 블록을 기준으로 1차로 비잔티움(Byzantium) 하드포크가 이루어졌다. 스마트 계약의 보안이 개선되었고, 이더리움의 채굴 보상이 5개에서 3개로 감소했다.
- 2019년 3월 728만 번째 블록을 기준으로 콘스탄티노플(Constantinople) 하드 포크가 이루어졌다. 이를 통해서 이더리움 가상머신의 성능을 높이고, 인플레이션에 대비하기 위하여 이더리움 채굴 보상을 3개에서 2개로 줄였다.[7]

### 로드맵
- 0단계 올림픽(Olympic): 이더리움 네트워크의 실질적인 구축 이전에 다양한 테스트를 하는 단계이다.
- 1단계 프론티어(Frontier) : 암호화폐인 이더리움을 개발·채굴하고 네트워크를 형성하는 단계이다.
- 2단계 홈스테드(Homestead) : 이더리움이라는 신대륙에 가정집이 하나둘씩 생기면서 생태계가 구축되는 단계이다.
- 3단계 메트로폴리스(Metropolis) : 가정집들이 모여 도시가 형성되는 것처럼 이더리움의 대중화를 위한 사회적 인프라가 형성되는 단계이다. 이 단계에서 이더리움 채굴 방식은 연산력에 비례하여 권한을 부여하는 작업증명(PoW)에서 보유하고 있는 자산에 비례하여 권한을 부여하는 지분증명(PoS) 방식으로 전환하게 된다. 캐스퍼(Casper)라는 알고리즘을 통해 지분 증명을 도입하고 그 비율을 점차 늘려갈 계획이다.[8]
- 4단계 세레니티(Serenity) : 모든 변화 후에 평온 또는 평정을 찾는 마지막 단계이다..

## 환율
| 현재 ETH 환율 | 현재 ETH 환율 | 현재 ETH 환율 |
| ------------- | ------------- | ------------- |
| CoinGecko     | KRW           | USD           |

## 한글 표기법에 대한 논의
이더리움의 한글 표기법에 대한 논의가 가상화폐 커뮤니티에서 활발하게 이루어지고 있으며, 현재 이더리움 밋업, 국내 거래소(코인원), 보도자료 등에서 '이더리움' 표기를 사용하고 있다.

## 관련보도
2017년 6월 11일, 이날 기준으로 이더리움의 가치는 340억달러를 기록했다. 이는 현존하는 전체 비트코인 가치의 82%에 해당하는 규모로, 연초 5%에 불과했던 것과 비교하면 급성장한 것이다. 심지어 거래량은 이더리움이 비트코인보다 많다.
러시아계 캐나다인 비탈리크 부테린이 2015년 중반 개발한 이더리움은 불과 2년 사이에 해당 분야의 전문가들은 물론 JP모건체이스, 마이크로소프트 같은 대기업의 지원을 얻으면서 갈수록 힘을 얻고 있다. 가상화폐 정보 업체인 코인데스크가 최근 1천100명의 가상화폐 이용자를 상대로 실시한 설문조사 결과에 따르면 94%가 이더리움을 긍정적으로 평가하고 있었다. 이 조사에서 비트코인에 대한 긍정적 의견은 49%에 불과했다.

## 같이 보기
- 비트코인